# Sericanthe lowryana
Espèce
Sericanthe lowryana Sonké & Robbr. est une espèce de plantes de la famille des Rubiaceae et du genre Sericanthe, endémique du Cameroun.

## Étymologie
Son épithète spécifique lowryana rend hommage au botaniste Pete Lowry, spécialiste de la flore du Sud.

## Description
Sericanthe lowryana est un petit arbre mesurant environ 10 mètres. Son tronc a une circonférence de 15 cm approximativement. On le trouve dans les forêts tropicales, à 500-600 mètres d’altitude.

## Distribution
Endémique du Cameroun, relativement rare, l'espèce a été observée sur trois sites dans la Région du Sud.